# 富山県道244号能町停車場線
 富山県道244号能町停車場線（とやまけんどう244ごうのうまちていしゃじょうせん）とは、富山県高岡市のJR能町駅と富山県道24号伏木港線を結ぶ都道府県道（一般地方道）である。

## 概要

### 路線データ
- 始点：富山県高岡市能町（JR氷見線能町駅前）
- 終点：富山県高岡市荻布（新能町交差点、富山県道24号伏木港線交点）

## 地理

### 通過する自治体
- 富山県高岡市

### 接続する道路
- 富山県道24号伏木港線（高岡市荻布、終点）